# Kristof van Assche
Kristof van Assche (* 15. Januar 1973 in Bornem) ist ein belgischer Stadtplaner.

## Leben
Kristof Van Assche wurde in Belgien geboren, arbeitete und lebte in den USA (Minnesota). Zu seinen Forschungsaufenthalten war er in Europa und Zentralasien. Er forschte an der McGill University, an der Landwirtschaftlichen Universität Krakau, der Wageningen University und der Universität Bonn. Er ist Associate Professor in planning, governance & development an der Faculty of Extension der University of Alberta.
Assches Forschungsschwerpunkte liegen in der Entwicklung von Stadtplanung und Umweltpolitik.

## Publikationen (Auswahl)
- mit K. Radomski: Lakeside living. Sustainable planning and design in the footsteps of environmental writers (East Lansing: Michigan State University Press 2014)
- mit R. Beunen, M. Duineveld: Evolutionary governance theory: An Introduction. Springer, Heidelberg 2014
- mit C. Iordachi (Hrsg.): Biopolitics and the Danube Delta, Lexington Books 2013
- Signs in time. An interpretive account of urban planning and design, the people an their histories, Wageningen University 2004.